# تانغ ييجون
تانغ ييجون (في اللغة الصينية:唐一军; في نظام بينيين: Táng Yījūn; من مواليد مارس 1961) سياسي صيني، ووزير العدل الحالي. شغل سابقا منصب حاكم اقليم لياونينغ بشمال شرق الصين. قبل نقله إلى اقليم لياونينغ في أكتوبر 2017، أمضى حياته المهنية بأكملها في مقاطعة جيجيانغ. حيث شغل منصب العمدة، ثم رئيس حزب في مدينة نينغبو.

## السيرة الشخصية
ينحدر اصل تانغ من مقاطعة جو، في اقليم شاندونغ، لكنه قضى معظم حياته في تشجيانغ. التحق بالقوى العاملة في يوليو 1977، وعمل في البلديات في مقاطعة تشينغتيان، ومحافظة يونغ كانغ، ومقاطعة ليشوي، بعد وقت قصير من وفاة ماو. لاحقا بين عامي 1980 و1984، بعد فترة وجيزة من بدء الإصلاحات الاقتصادية في الصين، كان تانغ عاملا دينيا في مدرسة حزب ليشوي. تم قبوله في مدرسة جيجيانغ الحزبية في عام 1984، وتم تكليفه بالعمل في قسم الدعاية في جيجيانغ.
في أكتوبر 1985، انضم تانغ إلى الحزب الشيوعي الصيني. في عام 1991، بدأ تانغ العمل في المكتب العام للجنة الحزب في تشجيانغ برئاسة لي زيمين. في يوليو 1997، أصبح الأمين العام لمنظمة الحزب في مدينة تشوشان. في يونيو 2002، تم تعيينه أمينًا عامًا للجنة فحص الانضباط في مدينة تشجيانغ. في يونيو 2005، تم تعيينه نائب رئيس الحزب وسكرتير لجنة فحص الانضباط في نينغبو. في فبراير 2010، أصبح رئيس لجنة الشؤون السياسية والقانونية في نينغبو. في فبراير 2011، تم تعيينه رئيسًا للمؤتمر الاستشاري السياسي لشعب نينغبو. 
في مايو 2016، تم تعيين تانغ عمدة لمدينة نينغبو.  في أغسطس 2016، أصبح سكرتير الحزب الشيوعي في نينغبو وعضوًا في اللجنة الدائمة للحزب في مقاطعة تشجيانغ.  في مايو 2017، تم تعيين تانغ نائب رئيس الحزب في مقاطعة تشجيانغ. خدم في هذا المنصب لمدة خمسة أشهر قبل أن يتم تعيينه في منصب القائم بأعمال حاكم لياونينغ في أكتوبر 2017.  في 29 أبريل 2020، تم تعيينه وزيرا للعدل، خلفا لفو جينغوا. 